# Le Gros-Theil
Le Gros-Theil ist eine Ortschaft und eine Commune déléguée in der französischen Gemeinde Le Bosc du Theil mit 1008 Einwohnern (Stand: 1. Januar 2019) im Département Eure in der Region Normandie (vor 2016: Haute-Normandie). Die Einwohner werden Gros-Theillais und Gros-Theillaises genannt. Der Verwaltungssitz der Gemeinde Le Bosc du Theil befindet sich in Le Gros-Theil.
Mit Wirkung vom 1. Januar 2016 wurden die früheren Gemeinden Le Gros-Theil und Saint-Nicolas-du-Bosc zu einer Commune nouvelle mit dem Namen Le Bosc du Theil zusammengelegt.  Die Gemeinde Le Gros-Theil gehörte zum Arrondissement Bernay, zum Kanton Le Neubourg und zum Kommunalverband Roumois Seine.
Le Gros-Theil liegt etwa 30 Kilometer südwestlich von Rouen.

## Bevölkerungsentwicklung
| 1962                       | 1968 | 1975 | 1982 | 1990 | 1999 | 2006 | 2013 |
| -------------------------- | ---- | ---- | ---- | ---- | ---- | ---- | ---- |
| 501                        | 528  | 580  | 805  | 925  | 827  | 883  | 1011 |
| Quellen: Cassini und INSEE |      |      |      |      |      |      |      |

## Sehenswürdigkeiten
- Kirche Saint-Georges aus dem 15. Jahrhundert

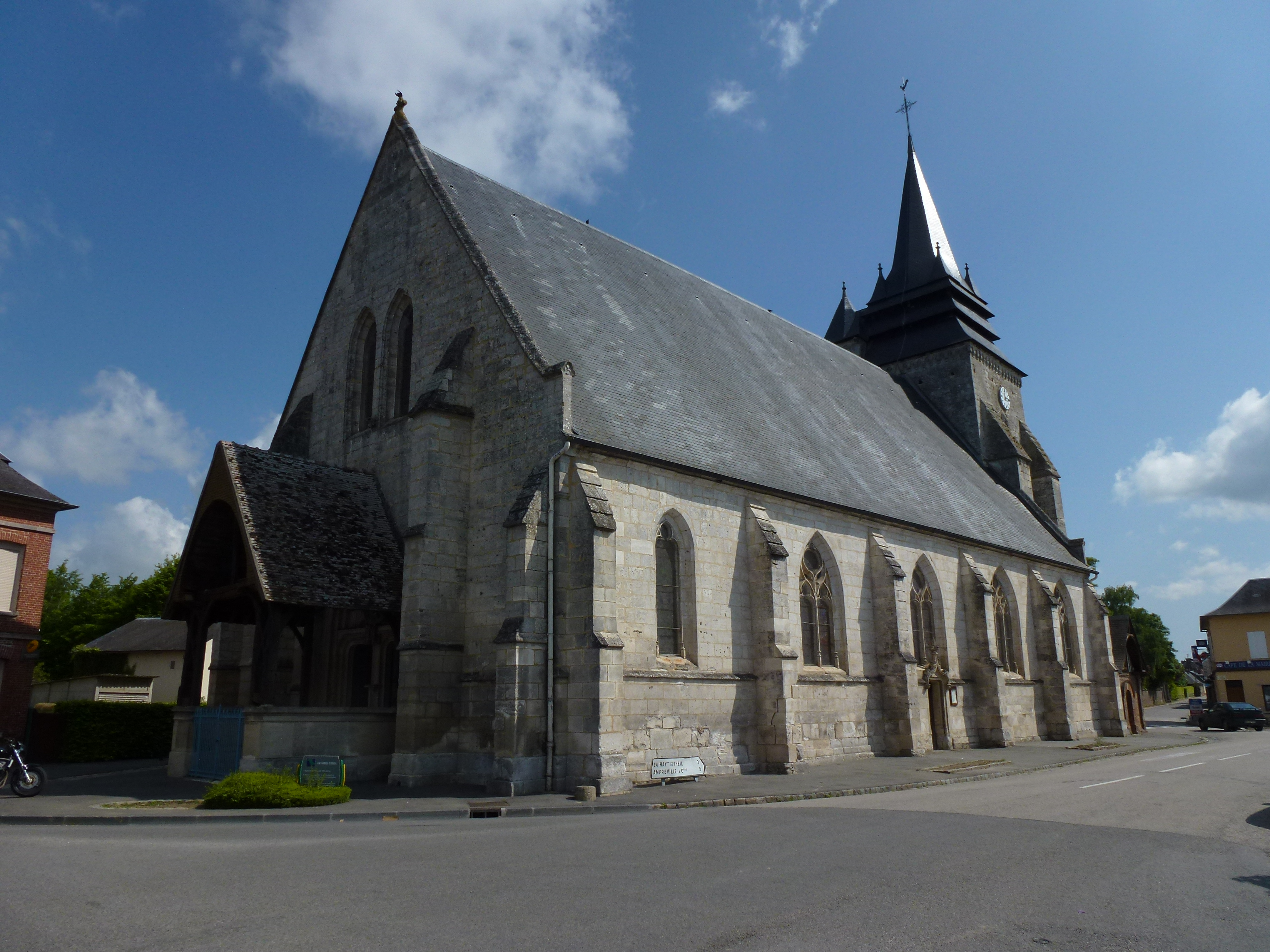
Kirche Saint-Georges